# ИС (серия танков)
«ИС» — серия советских тяжёлых танков выпуска 1943—1953 гг. Аббревиатура ИС означает «Иосиф Сталин» — в честь И. В. Сталина.
- ИС-1 (Объект 237) — советский тяжёлый танк периода Великой Отечественной войны. Индекс 1 соответствует первой серийной модели танка этого семейства. В годы Великой Отечественной войны вместе с обозначением ИС-1 на равных использовалось название ИС-85, в этом случае индекс 85 означает калибр основного вооружения машины. Все 130 выпущенных танков ИС-1 не имели между собой значительных конструктивных различий, поэтому этот серийный танк, согласно официальным документам и по данным военно-исторических источников, не имеет модификаций.
- ИС-2 (Объект 240) — советский тяжёлый танк периода Великой Отечественной войны. В годы Великой Отечественной войны вместе с обозначением ИС-2 на равных использовалось название ИС-122, в этом случае индекс 122 означает калибр основного вооружения машины. ИС-2 являлся самым мощным и наиболее тяжелобронированным из советских серийных танков периода войны, и одним из сильнейших танков на то время в мире. Танки этого типа сыграли большую роль в боях 1944—1945 годов, особенно отличившись при штурме городов. Выпущено более 3000 ед.
- ИС-3 (Объект 703) — советский тяжёлый танк периода конца Великой Отечественной войны и послевоенного периода. Индекс 3 соответствует третьей серийной модели танка этого семейства. Из-за характерной формы верхней лобовой части корпуса получил прозвище «Щука».
- ИС-4 (Объект 701) — советский тяжёлый танк периода после Великой Отечественной войны. Индекс 4 соответствует четвёртой серийной модели танка этого семейства, принят на вооружение в 1947 году.
- ИС-5 (Объект 730) — проект советского тяжёлого танка. Индекс 5 соответствует номеру модели танка этого семейства. В 1949 году была выпущена установочная партия из 10 машин. В 1952—1953 годах переименован в ИС-8, 28 ноября 1953 года принят на вооружение и был повторно переименован в Т-10
- ИС-6 (Объект 252) — опытный советский тяжёлый танк. Индекс 6 соответствует номеру модели танка этого семейства. Танки на вооружение не были приняты.
- ИС-7 (Объект 260) — опытный советский тяжёлый танк. Индекс 7 соответствует номеру модели танка этого семейства. Работы над танком начались весной 1945. Прототипы испытывались в 1946 и 1947 годах, было создано шесть прототипов. В 1948 прошел государственные испытания. Выпуск ограничился незначительным числом предсерийных машин, произведённых в 1949 году. Имел хорошую бронезащиту. Мощнейший танк своего времени и самый тяжёлый среди советских танков. На вооружение Советской Армии не принимался.
- ИС-8 (ИС-5) (Т-10) — советский тяжёлый танк периода после Великой Отечественной войны. Индекс 8 соответствует номеру модели танка этого семейства. Разработка модели началась в 1949 году. Принят на вооружение под индексом Т-10. Состоял на вооружении Советской Армии в течение 40 лет, последние Т-10 были сняты с вооружения уже Российской Армии только в 1993 году.